# Pelycosauria
Pelycosauria (từ tiếng Hy Lạp πέλυξ pelyx "bát" hoặc "rìu" và sauros σαῦρος "thằn lằn") là một nhóm không chính thức (trước đây được coi là một bộ) bao gồm các động vật Một cung bên cơ bản và nguyên thủy sống vào thời kỳ cuối Đại Cổ Sinh. Một số loài khá lớn và có thể phát triển lên đến 3 mét (10 ft) hay hơn, mặc dù hầu hết các loài nhỏ hơn nhiều. Bởi vì nhiều nhóm tiến hóa hơn thuộc Synapsida tiến hóa trực tiếp từ "Pelycosauria", thuật ngữ này không được các nhà khoa học của thế kỷ 21 ưa dùng nữa.

## Phân loại
- Bộ Pelycosauria*
  - Họ Eothyrididae
  - Họ Caseidae
  - Họ Varanopidae
  - Họ Ophiacodontidae
  - Họ Edaphosauridae
  - Họ Sphenacodontidae
- Bộ Therapsida